# Sapo-da-areia
O Sapo-da-areia (nome científico: Rhinella arenarum, antiga nomenclatura: Bufo arenarum) é uma espécie de anfíbio da família Bufonidae. Pode ser encontrada na Bolívia, Argentina, Brasil e Uruguai.
Possui o dorso pardo com ocelos escuros.